# Timbres des îles Féroé 2004
Cet article recense les timbres des îles Féroé émis en 2004 par Postverk Føroya.

## Généralités
Les émissions portent la mention « Føroyar » et une valeur faciale libellée en couronnes féroïennes, monnaie liée à la couronne danoise (DKK).
Ce territoire danois bénéficie de l'autonomie postale.

## Légende
Pour chaque timbre, le texte rapporte les informations suivantes :
- date d'émission, valeur faciale et description,
- formes de vente,
- artistes concepteurs et genèse du projet,
- manifestation premier jour,
- date de retrait, tirage et chiffres de vente,

ainsi que les informations utiles pour une émission donnée.

## Janvier

### Grande Dímun et Petite Dímun

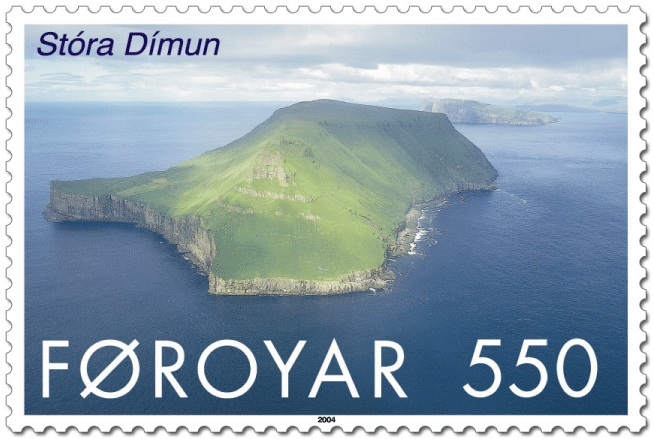

Le 26 janvier, sont émis deux timbres présentant des photographies aériennes des deux plus petites îles de l'archipel : la Grande Dímun (Stóra Dímun) sur le 5,50 DKK et la Petite Dímun (Lítla Dímun) sur le 7 DKK.
Les timbres de format 36 × 23,5 mm sont imprimés en offset par l'imprimeur français Cartor Security Printing, à La Loupe.

### Suðuroy

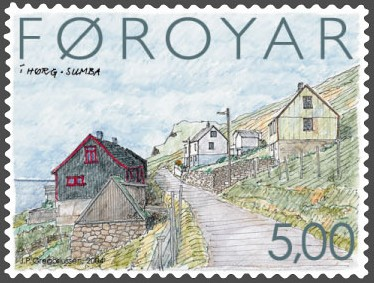

Le 26 janvier, est émis un bloc-feuillet de dix timbres de 5 DKK illustrés de peintures de paysages des villages de l'île de Suðuroy : Akraberg, Akrar, Fámjin, Froðba, Hov, Hvalba, 
Øravík, Porkeri, Sandvík et Sumba. Les marges du feuillet sont illustrées et portent un poème sur l'île de Steinbjørn B. Jacobsen.
Les illustrations sont signées Jákup Pauli Gregoriussen. De format 4 × 3 cm, les timbres sont imprimés par l'imprimeur français Cartor Security Printing, à La Loupe.

## Mars

### Mythologie nordique: Thor et Ran
Le 26 mars, dans le cadre de l'émission nordique, est émis un bloc de deux timbres de 6,50 DKK chacun sur deux divinités de la mythologie nordique, Thor et Rán (Norrøn gudalæra - Tórur og Rán). Le timbre et la partie de gauche du bloc illustre un des exploits du dieu Thor : parti pêché avec le géant Hymir, Thor voulut aller jusqu'à la fin de la mer et il batailla contre un serpent géant, si long qu'il faisait le tour de la Terre. Hymir finit par couper la ligne de pêche, effrayé de l'ampleur du combat. Ce combat contre le serpent symbolise la volonté de se confronter à l'inconnu. Le timbre de droite évoque la déesse de la mer Rán, épouse d'Ægir, géant et dieu des mers, dont les neuf filles représentent différents types de vagues. Elle est représentée portant un filet avec lequel elle repêchait les marins noyés.
Le bloc est dessiné par Anker Eli Petersen. Il est imprimé en offset par l'imprimeur français Cartor Security Printing, à La Loupe. Chacun des timbres mesurent 2,6 × 4 cm.

### Voyage sur laMaria1854

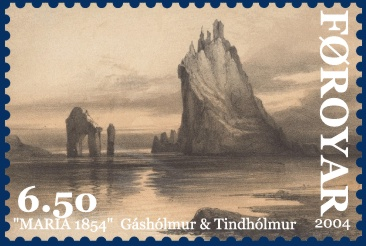

Le 26 mars, est émis un bloc-feuillet de huit timbres de 6,50 DKK reproduisant des lithographies réalisés pour l'ouvrage A Narrative of the Cruise of the Yacht Maria among the Faroe Islands in the Summer of 1854 rédigé par deux Britanniques Samuel Rathbone et E. H. Greig. Les deux hommes ont accompli un voyage dans l'archipel pendant l'été 1854. Le bloc est titré « Ferðin Við Mariu ». Les lithographies choisies mêlent paysages naturels des îles, scènes en pleine mer et une maison locale.
Les timbres de 2,6 × 4 cm sont dessinés par Anker Eli Petersen à partir des lithographies de l'ouvrage de Rathbone et Creig. Ils sont imprimés par l'imprimeur français Cartor Security Printing.

## Mai

### Mariage royal

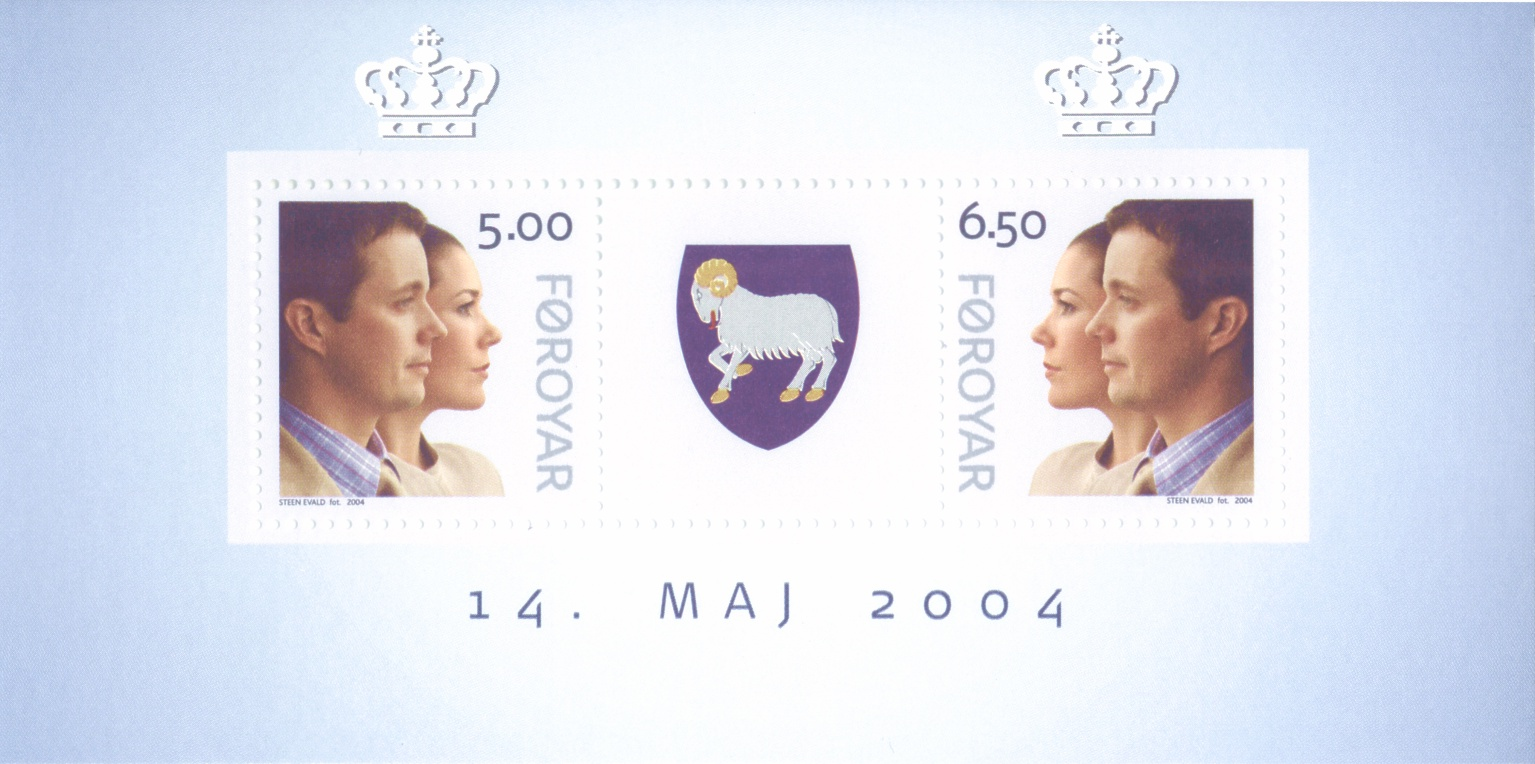
Le bloc-feuillet.

Le 14 mai, dans le cadre d'une émission conjointe avec le Danemark et le Groenland, est émis un bloc-feuillet de deux timbres de 5 DKK et de 6,50 DKK le jour du mariage du prince héritier de Danemark Frederik avec l'Australienne Mary Donaldson. Leur titre d'« Altesse Royale  » explique le titre de l'émission. Le couple de profil, Frederik au premier plan, regarde vers la droite sur le 5 DKK et vers la gauche sur le 6,50 DKK. Entre les deux, une vignette sans valeur postale porte les armes des Féroé. Sur le marge supérieure du feuillet, deux couronnes royales surmontent les timbres. La date, par contre, est écrite en danois (14 Maj) et non en féroïen (14 mai).
Le timbre est imprimé sous la forme d'un bloc-feuillet de deux timbres, séparés par une vignette sans valeur postale.
Le même jour, sont émis un bloc identique par la poste du Danemark, en feuille de quarante timbres et en carnet par la poste du Groenland.

### Centenaire de la FIFA

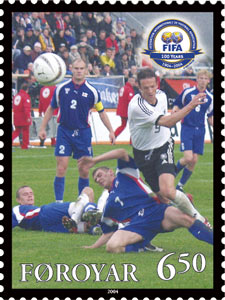
Îles Féroé-Allemagne (2003)

Le 24 mai, sont émis deux timbres commémoratifs de 5 DKK pour le centenaire des clubs du HB Tórshavn et du KÍ Klaksvík et de 6,50 DKK pour le centenaire de la Fédération internationale de football association (FIFA).
La photographie du 5 DKK montre une scène de jeu lors d'un match entre les deux clubs, qui ne sont cependant pas les doyens des îles Féroé : le TB Tvøroyri est fondé dès 1892.
Celle qui illustre le 6,50 DKK a été prise lors d'un match comptant pour les qualifications de l'Euro 2004 entre l'équipe des îles Féroé et celle d'Allemagne, le 11 juin 2003. Le joueur allemand Fredi Bobic est taclé par le milieu de terrain féroïen Fróði Benjaminsen, le capitaine féroïen est Óli Johannesen.
Les timbres sont imprimés par Cartor Security printing.

### Europa: le tourisme

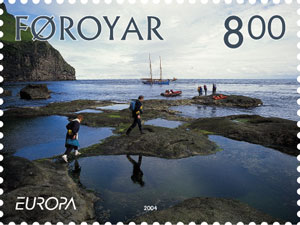

Le 24 mai, dans le cadre de l'émission Europa, sont émis deux timbres sur le thème annuel du tourisme. C'est le point de vue des touristes qui marquent les deux photographies choisies, alors que, le plus souvent, les timbres des Féroé montrent peu d'êtres humains dans les photographies de paysages. Le 6,50 DKK montre ce qu'il est possible d'observer lors d'une promenade en mer à l'ouest de l'île de Hestur à bord de la Norðlýsið, vedette d'un hôtel local. Sur le 8 DKK, des touristes achèvent l'exploration de Stóra Dímun et rejoignent à l'aide d'un bateau pneumatique la Norðlýsið.

## Septembre

### Noël: églises de Vágur et Tvøroyri

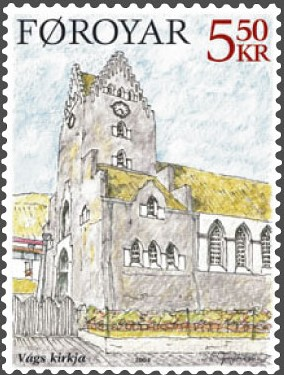
L'église de Vágur.

Le 20 septembre, en guise de timbres de Noël, sont émis deux timbres de 5,50 DKK sur représentant les églises actuelles de Vágur sur le 5,50 DKK et de Tvøroyri sur le 7,50 DKK. Ils complètent le feuillet émis en janvier précédent sur les sites de l'île de Suðuroy. La première des églises successives de Vágur sont issues d'après la légende de la générosité d'une riche Norvégienne qui avait perdu son mari en mer ; elle jeta un fagot dans la mer en annonçant qu'elle construirait une église là où il échouerait. L'église actuelle est construite entre 1927 et 1939 sur les plans de l'architecte de Tvøroyri, Sofus Johan Hofgaard. L'église actuelle de Tvøroyri, en bois, a été construite entre 1905 et 1908.
Comme le bloc de janvier, les timbres sont dessinés par Jákup Pauli Gregoriussen. Ils sont imprimés par Cartor Security Printing.

### Poèmes de J.H.O. Djurhuus

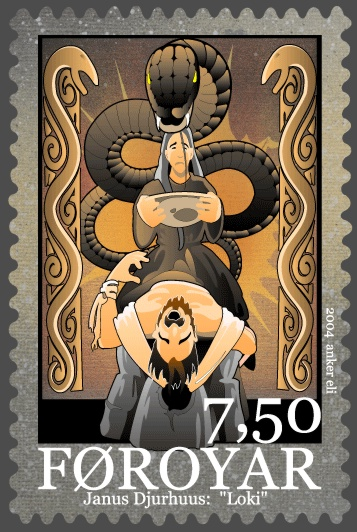
Loki Laufeyson

Le 20 septembre, est émis un bloc-feuillet de dix timbres de 7,50 DKK illustrant des poèmes de Jens Hendrik Oliver Djurhuus, dit « Janus » Djurhuus. Il a été avocat, ainsi que traducteur d'œuvres en grec ancien. Érudit en littérature norroise, il est un des principaux poètes en langue féroïenne. Le dessinateur des timbres a choisi d'illustrer dix poèmes, avec une « préférence pour les thèmes nationalistes et nordiques, au détriment des leitmotivs plus classiques », même si le thème religieux chrétien apparaît dans la sélection avec « Moïse sur le mont Sinaï ».
Le feuillet et ses timbres sont dessinés par Anker Eli Petersen et réalisés par l'imprimeur français Cartor Security Printing. Les timbres mesurent 2,6 × 4 cm et sont imprimés en offset.

### Sources
- Føroysk frímerki 1975-2006, éd. Postverk Føroya, 2006. Catalogue des timbres édité par le bureau philatélique de l'administration postale féroïenne. Il fournit l'affranchissement permis par le timbre, le tirage final et la date de retrait de la vente.
- Le catalogue de vente par correspondance fournit en plus le format, la dentelure, la technique d'impression et l'imprimeur. Les textes de présentation sont le plus souvent ceux lisibles sur le site web officiel.